# Руттнер, Франц
Франц Руттнер (нем. Franz Ruttner; 12 мая 1882, Вапенный Подол, Австро-Венгрия — 17 мая 1961 Лунц-ам-Зее, Австрия) — австрийский гидробиолог, лимнолог, директор биологической станции в Лунц-ам-Зее. Руттнер считается «классиком» лимнологии.

## Биография
Франц Руттнер родился 12 мая 1882 года на севере Богемии. Его отец был лесничим. Затем его семья переехала в Прагу, где он окончил среднюю школу и Немецкий университет в Праге. В 1906 году он получил степень доктора философии за диссертацию о микроорганизмах пражского водопровода. Его научным руководителем был Ганс Молиш. С 1906 года Руттнеру предложили должность ассистента на биологический станции в Лунце-ам-Зее, в 1908 году он стал заместителем директора. В 1924 году он сменил Рихарда Вольтерека на посту директора станции. В 1924 году Руттнер прошёл хабилитацию в Венском университете и стал профессором. В 1959 году Руттнер возглавлял организационный комитет международного лимнологического конгресса. Умер 17 мая 1961 года в Лунце.

## Семья
У Франца Руттнера было три сына, которые тоже были известными учеными: Антон Руттнер (геолог), Фридрих Руттнер (невролог, пчеловод) и Ханс Руттнер (пчеловод).

## Научные достижения
Руттнером были разработаны новые методы и приборы гидробиологических исследований, в том числе им был сконструирован батометр Руттнера. Выявил закономерности вертикальных миграций планктона и установил причины вызывающие их. В сотрудничестве в Францем Соберером занимался изучением режима освещённости водоемов. Руттнер установил существование двух различных типов ассимиляции углерода в водоёмах водорослями. Одна группа водорослей способна расщеплять растворенный в воде бикарбонаты на угольную кислоту и гидроксильный ион, из которых образуется углекислый газ, а ионы OH− выделяются в воду, что способствует подщелачиванию воды. Другая группа водоросли поглощает только растворенный в воде углекислый газ, что приводит к небольшому повышению pH.
В 1928—1929 годах совместно с Августом Тинеманом участвовал в работе «Немецкой лимнологической экспедиции на Зондские острова», в ходе которой были получены новые сведения о пресноводных водоёмах тропической зоны. В результате этой экспедиции было установлено, что стратификации тропических озера похожа на стратификацию озёр умеренной зоны. Вертикальные перепады температур составляют от 4 до более 20 °C. Было показано, что в тропических водоёмах скорость круговорота веществ значительно выше, чем в умеренной зоне. Это приводит к более интенсивному потреблению кислорода. Руттнер выявил, что в придонном слое некоторых озёр скапливаются большие запасы питательных веществ, особенно фосфора. Он предложил использовать эту воду для орошения и удобрения полей.

## Публикации
Руттнер опубликовал около 90 научных работ.
- Ruttner F. Hydrographische und hydrochemische Beobachtungen auf Java, Sumatra und Bali (нем.). — Stuttgart: Schweizerbart'sche Verlagsbuchhandlung, 1931. — 454 S.
- Ruttner F. Grundriß der Limnologie (Hydrobiologie des Süßwassers) (нем.). — Berlin: Walter de Gruyter & Co, 1962. — 332 S.
- Ruttner F. Uferflucht des Planktons und ihr Einfluß auf die Ernährung von Salmonidenbrut (нем.) // Internationale Revue der gesamten Hydrobiologie und Hydrographie. — 1914. — Bd. 6, H. S2. — S. 1–7. — doi:10.1002/iroh.19140060808.

## Награды и звания
Франц Руттнер был членом-корреспондентом Австрийской академией наук, членом Леопольдины, членом Общества кайзера Вильгельма и кавалером Австрийского почётного знака «За науку и искусство» первого класса. Международная ассоциация лимнологов наградила его медалью Эйнара Наумана.